# Seseli rupicola
Seseli rupicola är en flockblommig växtart som beskrevs av Jurij Nikolajevitj Voronov. Seseli rupicola ingår i släktet säfferötter, och familjen flockblommiga växter. Inga underarter finns listade i Catalogue of Life.

## Bildgalleri

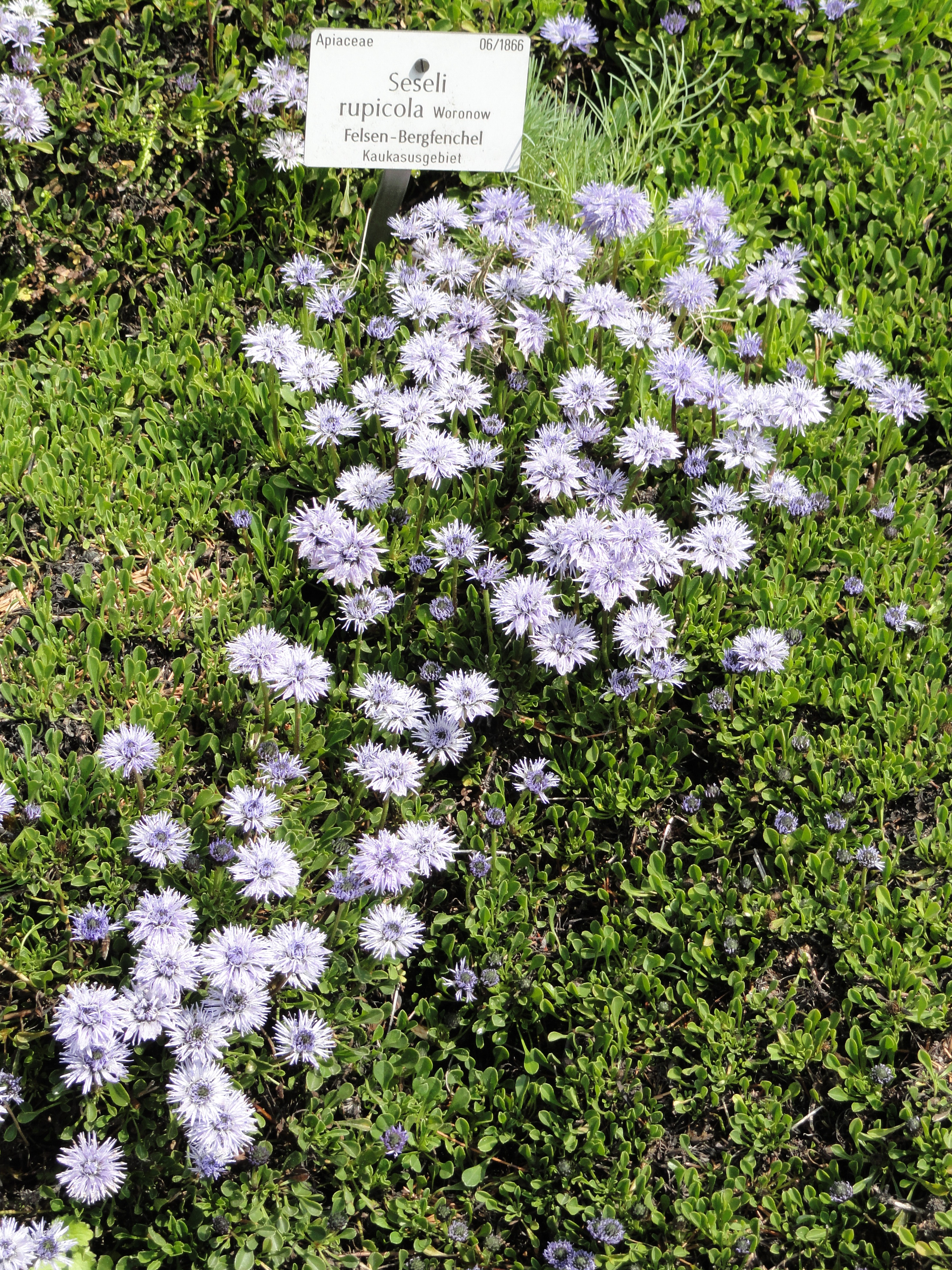